# Sayed Abdallah
Sayed Mohamed Abdallah – meglio noto come Neymar – (in arabo سيد عبدالله نيمار‎?; Giza, 12 gennaio 2000) è un calciatore egiziano, centrocampista del National Bank of Egypt, in prestito dallo Zamalek.

## Caratteristiche tecniche
È un esterno destro, in grado di agire da trequartista, o terzino.

## Carriera
Muove i suoi primi passi nelle giovanili dello Zamalek, che il 16 maggio 2019 lo cede in prestito all'Ubon Utd, formazione impegnata nella seconda divisione thailandese. Terminato il prestito torna allo Zamalek, che nel 2021 lo aggrega alla prima squadra.
Il 3 ottobre 2024 passa in prestito al National Bank of Egypt.

## Statistiche

### Presenze e reti nei club
Statistiche aggiornate al 14 dicembre 2023.
| Stagione        | Squadra         | Campionato      | Campionato | Campionato | Coppe nazionali | Coppe nazionali | Coppe nazionali | Coppe continentali | Coppe continentali | Coppe continentali | Altre coppe | Altre coppe | Altre coppe | Totale | Totale |
| Stagione        | Squadra         | Comp            | Pres       | Reti       | Comp            | Pres            | Reti            | Comp               | Pres               | Reti               | Comp        | Pres        | Reti        | Pres   | Reti   |
| --------------- | --------------- | --------------- | ---------- | ---------- | --------------- | --------------- | --------------- | ------------------ | ------------------ | ------------------ | ----------- | ----------- | ----------- | ------ | ------ |
| 2019            | Ubon Utd        | T2              | 14         | 5          | -               | -               | -               | -                  | -                  | -                  | -           | -           | -           | 14     | 5      |
| 2020-2021       | Zamalek         | PL              | 0          | 0          | CE              | 1               | 0               | CCL                | 0                  | 0                  | -           | -           | -           | 1      | 0      |
| 2021-2022       | Zamalek         | PL              | 13         | 0          | CE              | 3               | 1               | CCL                | 1                  | 0                  | SE          | 1           | 0           | 18     | 1      |
| 2022-2023       | Zamalek         | PL              | 26         | 1          | CE              | 4               | 0               | CCL                | 10                 | 0                  | -           | -           | -           | 40     | 1      |
| 2023-2024       | Zamalek         | PL              | 6          | 0          | CE              | 0               | 0               | ACC+CC             | 3+4                | 2+0                | -           | -           | -           | 13     | 2      |
| Totale Zamalek  | Totale Zamalek  | Totale Zamalek  | 45         | 1          |                 | 8               | 1               |                    | 18                 | 2                  |             | 1           | 0           | 72     | 6      |
| Totale carriera | Totale carriera | Totale carriera | 59         | 6          |                 | 8               | 1               |                    | 18                 | 2                  |             | 1           | 0           | 86     | 11     |

## Palmarès

### Club

#### Competizioni nazionali
- Coppa d'Egitto: 1

Zamalek: 2020-2021
- Campionato egiziano: 1

Zamalek: 2021-2022

#### Competizioni internazionali
- Coppa della Confederazione CAF: 1

Zamalek: 2023-2024